# جولیوس فیرمیکوس ماترنوس
جولیوس فیرمیکوس ماترنوس (انگلیسی: Julius Firmicus Maternus; ۱ ژانویهٔ ۰۴۰۰ – ۱ ژانویهٔ ۰۴۰۰) نویسنده، ستاره‌بین، اخترشناس، و شاعر اهل روم باستان بود.